# Liste der Monuments historiques in Magny-lès-Aubigny
Die Liste der Monuments historiques in Magny-lès-Aubigny führt die Monuments historiques in der französischen Gemeinde Magny-lès-Aubigny auf.

## Liste der Immobilien
| Bezeichnung                             | Beschreibung                                                                                    | Standort              | Kennzeichnung | Schutzstatus | Datum     | Bild           |
| --------------------------------------- | ----------------------------------------------------------------------------------------------- | --------------------- | ------------- | ------------ | --------- | -------------- |
| Domaine du Château de Magny-lès-Aubigny | um 1750 erbaut; mit Wirtschaftsgebäuden und Parkanlage; Nordteil des Parks zu Aubigny-en-Plaine | Rue du Château (Lage) | PA00112518    | Inscrit      | 1976 2021 | weitere Bilder |

## Liste der Objekte
| Bezeichnung              | Beschreibung                                                  | Standort                           | Kennzeichnung | Schutzstatus | Datum | Bild |
| ------------------------ | ------------------------------------------------------------- | ---------------------------------- | ------------- | ------------ | ----- | ---- |
| Skulptur Maria Magdalena | Kalkstein, farbig gefasst, zweite Hälfte des 15. Jahrhunderts | in der Kirche Ste-Madeleine (Lage) | PM21001392    | Classé       | 1929  |      |
| Zwei Leuchterengel       | Holz, farbig gefasst, um 1500                                 | in der Kirche Ste-Madeleine (Lage) | PM21001393    | Classé       | 1936  |      |
| Glocke                   | Bronze, 1670 gegossen                                         | in der Kirche Ste-Madeleine (Lage) | PM21001394    | Classé       | 1987  |      |